# Acesandre
Acesandre (en llatí Acesander, en grec antic Ἀκέσανδρος) fou un historiador grec que va escriure una història de Cirene, que citen Apol·loni de Rodes i de manera indirecta, uns escolis a Píndar.
Plutarc parla d'una obra seva, una Història de Líbia que duia el títol de περὶ Λιβύης, i que probablement seria la mateixa obra que la Història de Cirene. No se sap en quin temps va viure, però se suposa que al segle iii aC.